# Lina Schips-Lienert
Lina Schips-Lienert (* 28. März 1892 in Einsiedeln; † 12. August 1944 in Genf) war eine Schweizer Schriftstellerin.

## Leben und Werk
Lina Lienert wurde am 28. März 1892  als Tochter von Konrad Lienert in Einsiedeln geboren. Der Schriftsteller Meinrad Lienert war ihr Onkel; auch ihr Bruder Otto Helmut Lienert war schriftstellerisch tätig. 1918 heiratete sie Martin Schips.
Am bekanntesten war ihr Roman Welt um Gertrud von 1938, der mehrfach neu aufgelegt und auch ins Schwedische und Französische übersetzt wurde. Das zentrale Element seiner Handlung sind die Schwierigkeiten der interkonfessionellen Ehe («Mischehe») zwischen einer protestantischen Zürcherin und einem katholischen Urner. Während es in der Schweizerischen Lehrerzeitung hiess, dass die Autorin mit «wirklich meisterlicher Ueberlegenheit, starker Einfühlungsgabe, gründlicher Kenntnis des katholischen Kultus und tiefem Verständnis für religiöse Fragen» ein Buch geschrieben habe, das «schon lange geschrieben werden» musste, wurde sie von katholischer Seite dafür kritisiert, dass die katholische Religion im Roman als «voll harter Enge, Ungerechtigkeit und Fanatismus» dargestellt werde. 
Anlässlich der Schweizerischen Landesausstellung 1939 redigierte Lina Schips-Lienert die Festgabe Wir Schweizerfrauen mit Beiträgen «von über 150 Schweizerfrauen und -Töchtern aus allen Bevölkerungsschichten und aus allen Landesteilen».
Im Jahre 1940 gründete sie «mit einigen befreundeten Damen» in Zürich den Freien Literarischen Arbeitskreis, eine literarische Gesellschaft, die es Schriftstellerinnen ermöglichen sollte, vermehrt «aus ihren Werken zu lesen, Anregungen zu geben und zu finden». Sie starb am 12. August 1944 in Genf.

## Werke (Auswahl)
- Erika Berdorf. Roman. Glocken-Verlag, Zürich 1929
- Lilith. Erzählung. Rascher, Zürich 1930
- Welt um Gertrud. Schweizer Druck- und Verlagshaus, Zürich 1938
- Die Heimat ruft. Roman. Schweizer Druck- und Verlagshaus, Zürich 1940
- Die Lichter. Roman. Waldstatt, Einsiedeln 1942
- Im Wunderland der Ameisen. Schweizer Druck- und Verlagshaus, Zürich 1942
- Silvia und ihre Freunde. Roman. Waldstatt, Einsiedeln 1943
- Der Himmelswagen. Roman. Schweizer Druck- und Verlagshaus, Zürich 1945